# 鄧華民
鄧華民（1912年—1948年10月5日），別號華岷，四川省營山縣人。民國政治人物，鄧錫侯之子，曾任立法院立法委員。

## 經歷[1]
- 德國漢諾夫爾工業大學畢業
- 民國廿八年（1939年）春，與康紀鴻、陳谷生等發起組織通惠實業銀行，任董事長，後兼任總經理
- 成都啟明電燈公司董事[2]
- 四川鹽業公司董事
- 四川松泰實業公司總經理
- 全華化學工業社常務董事[3]
- 民國卅二年（1943年）4月29日，四川省臨時參議會第二屆參議員[4]
- 重慶市臨時參議會第九次會議選舉潘昌猷、鄧華民、胡仲實、陳介生為第四屆國民參政會參政員，次年4月23日公布[5]
- 民國卅五年（1946年）3月31日，四川省銀行改組，財政廳長鄧漢祥兼董事長，總經理康心如，副總經理鄧華民。次月，該行總行由渝遷蓉。[6]

同年，民憲會總務組主任
- 民國卅六年（1947年）3月5日，四川省銀行總經理康心如辭職，由該行副總經理鄧華民代理。[8]
- 民國卅七年（1948年），當選四川省第七選區立法委員。
- 民國卅七年（1948年）10月5日病逝。[9]

## 著作
四川省動員委員會資源組編.《開發四川資源方案》水力.民國二十七年（1938年）六月

## 出席立法院會期委員會
第一屆第一會期
- 經濟及資源委員會
- 財政及金融委員會
- 農林及水利委員會